# Iren Dornier
Iren Dornier (eigentlich Irenäus Dornier) (* 1. Januar 1959 in Friedrichshafen) ist ein deutscher Unternehmer.
Er ist ein Enkel des Flugzeugkonstrukteurs und Dornier-Werke-Gründers Claude Dornier. Sein Vater Silvius Dornier, der dritte Sohn von Claude Dornier, war bis 2004 noch Teilhaber an den Dornier-Werken, Besitzer verschiedener Verlage und ist nunmehr Stifter mehrerer gemeinnütziger Stiftungen, u. a. auch des im Juli 2009 eröffneten Dornier-Museums in Friedrichshafen. Iren Dornier setzt sein Erbe mit Erfolg gezielt in der Luftfahrt ein.
Er wuchs in Friedrichshafen auf. Als Modefotograf führte er zwei Studios in München und eines in Madrid. Mit 20 Jahren erwarb er sämtliche Pilotenscheine: Fluglehrer, Hubschrauber-Pilot, Pilotenschein für Verkehrsflugzeuge. Nach einigen Jahren Berufserfahrung gründete er 1995 auf den Philippinen seine eigene Fluggesellschaft South East Asian Airlines sowie sein Technologie-Unternehmen BeDo in Uhldingen-Mühlhofen, das seit 2005 auch das Flugboot Dornier S-Ray 007 für die Leichtsport-Kategorie entwickelt und baut. Die Idee dazu kam aus dem „Weltflug der Jugend“ mit seiner 2003 erworbenen Dornier Do 24 ATT. Außerdem war eine eigene 4-teilige Uhren-Kollektion geplant. In den Philippinen baute er ein Touristenresort auf Palawan auf. 2006 gründete er in Deutschland die Dornier Technologie Aviation Services GmbH, die Flugzeugersatzteile in alle Welt liefert. Zwischenzeitlich beschäftigte er rund 500 Mitarbeiter, 30 davon in Deutschland.